# Codici ICAO M

## MB - Isole Turks e Caicos
- MBJT/MBGT (Codice IATA = GDT) Aeroporto civile, Grand Turk
- MBMC (Codice IATA = MDS) Aeroporto civile, Middle Caicos
- MBNC (Codice IATA = NCA) Aeroporto civile, North Caicos
- MBPI (Codice IATA = PIC) Aeroporto civile, Pine Cay
- MBPV (Codice IATA = PLS) Aeroporto Internazionale di Providenciales
- MBSC (Codice IATA = XSC) Aeroporto civile, South Caicos Island
- MBSY (Codice IATA = SLX) Aeroporto civile, Salt Cay

## MD - Repubblica Dominicana
- MDAB Aeroporto Arroyo Barril, Samaná
- MDAD Aeroporto civile, Azua Abc Dominica
- MDAN Aeroporto civile, Cotui-Angelina
- MDBA Aeroporto civile, Consuelo-Batey Anita
- MDBC Aeroporto civile, La Romana-Batey Cacata
- MDBE Aeroporto civile, La Romana-Batey Lechuga
- MDBG Aeroporto civile, Higuey-Baigua
- MDBH (Codice IATA = BRX) Aeroporto civile, Santa Cruz de Barahona
- MDBL Aeroporto civile, Boca Chica-Batey Luisa
- MDBM Aeroporto Batey las Mercedes, San Pedro de Macorís
- MDCO Aeroporto civile, Consuelo
- MDCR (Codice IATA = CBJ) Aeroporto civile, Cabo Rojo
- MDCS Aeroporto civile, Santo Domingo Acc
- MDCZ (Codice IATA = COZ) Aeroporto civile, Constanza
- MDDJ Aeroporto civile, Dajabón
- MDEP Aeroporto civile, La Vega-El Ponton
- MDER Aeroporto El Ranchito, Concepción de la Vega
- MDES Aeroporto civile, Esperanza
- MDEV Aeroporto civile, El Valle
- MDFP Aeroporto civile, La Vega El Ponton
- MDGM Aeroporto civile, Santo Domingo Granja Mora
- MDHE (Codice IATA = HEX) Aeroporto Herrera, Santo Domingo
- MDHN Aeroporto civile, Enriquillo
- MDIA Aeroporto civile, La Vega-Induveca
- MDIQ Aeroporto Ing. Quisqueya, San Pedro de Macorís
- MDJI Aeroporto civile, Jimaní
- MDJS Aeroporto Batley Juan Sanchez, Monte Plata
- MDLC Aeroporto Los Candelones, Perdenales
- MDLI Aeroporto civile, Las Isabela
- MDLL Aeroporto civile, Los Lanos Sabanatos
- MDLM Aeroporto civile, San Christobal-los Montones
- MDLR (Codice IATA = LRM) Aeroporto Internazionale La Romana, La Romana/Casa de Campo
- MDLS Aeroporto Matas de Santa Cruz, Monte Cristi
- MDMA Aeroporto civile, Higuey-Magdalena
- MDMB Aeroporto civile, Mata Bonita-Losjengibres
- MDMC Aeroporto civile, Monte Cristi
- MDPC (Codice IATA = PUJ) Aeroporto Internazionale di Punta Cana
- MDPM Aeroporto Piloto Mao, Mao
- MDPO Aeroporto civile, Samana-Portillo
- MDPP (Codice IATA = POP) Aeroporto la Union International, Puerto Plata
- MDPV Aeroporto civile, Puerto Viejo
- MDSA (Codice IATA = SJM) Aeroporto civile, San Juan de la Maguana
- MDSB (Codice IATA = SNX) Aeroporto civile, Sabana de la Mar
- MDSD (Codice IATA = SDQ) Aeroporto Internazionale Las Américas, Santo Domingo
- MDSI Aeroporto AFB, San Isidro
- MDSJ Aeroporto civile, San Juan de la Maguana
- MDSM Aeroporto civile, Cotui-San Miguel
- MDSO Aeroporto civile, Santo Domingo Sociedad
- MDST (Codice IATA = STI) Aeroporto Cibao International, Santiago de los Caballeros
- MDTD Aeroporto Tatum Dominicana, Monte Plata
- MDVA Aeroporto civile, La Caleta-Vista Allegre
- MDVV Aeroporto civile, Villa Vásquez
- MDWO Aeroporto civile, Monte Cristi-Walterio

## MG - Guatemala
- MGBN Aeroporto civile, Bananera
- MGCB (Codice IATA = CBV) Aeroporto civile, Cobán
- MGCR (Codice IATA = CMM) Aeroporto civile, Carmelita
- MGCT Aeroporto civile, Coatepeque
- MGES Aeroporto civile, Esquipulas
- MGFL (Codice IATA = FRS) Aeroporto civile, Flores
- MGGT (Codice IATA = GUA) Aeroporto Internazionale La Aurora, Città del Guatemala
- MGHT (Codice IATA = HUG) Aeroporto civile, Huehuetenango
- MGLL Aeroporto civile, La Libertad
- MGML Aeroporto civile, Malacatán
- MGMM (Codice IATA = MCR) Aeroporto Internazionale Mundo Maya
- MGPB (Codice IATA = PBR) Aeroporto civile, Puerto Barrios
- MGPP (Codice IATA = PON) Aeroporto civile, Poptún
- MGQC Aeroporto civile, Quiche
- MGQZ Aeroporto civile, Quezaltenango
- MGRT Aeroporto civile, Retalhuleu, Argentina ?
- MGSJ Aeroporto civile, San Jose
- MGSM Aeroporto civile, San Marcos
- MGZA Aeroporto civile, Zacapa

## MH - Honduras
- MHAM Aeroporto civile, Amapala
- MHCA (Codice IATA = CAA) Aeroporto civile, Catacamas
- MHCG (Codice IATA = XPL) Aeroporto civile, Comayagua Palmerola
- MHCH Aeroporto civile, Choluteca
- MHCT Aeroporto civile, Puerto Castilla
- MHIC Aeroporto Santanilla, Islas Del Cisne
- MHJU (Codice IATA = JUT) Aeroporto civile, Juticalpa
- MHLC (Codice IATA = LCE) Aeroporto Internazionale Golosón, La Ceiba
- MHLE (Codice IATA = LEZ) Aeroporto civile, La Esperanza
- MHLM (Codice IATA = SAP) Aeroporto Internazionale di San Pedro Sula-Ramón Villeda Morales, San Pedro Sula
- MHMA (Codice IATA = MRJ) Aeroporto civile, Marcala
- MHNJ (Codice IATA = GJA) Aeroporto civile, Guanaja Island
- MHNV Aeroporto civile, Nuevo Ocotepeque
- MHOA (Codice IATA = OAN) Aeroporto civile, Olanchito
- MHPA Aeroporto civile, Palmerola
- MHPE Aeroporto civile, Progreso
- MHPL (Codice IATA = PEU) Aeroporto civile, Puerto Lempira
- MHPU Aeroporto civile, Puerto Cortez
- MHRO (Codice IATA = RTB) Aeroporto Internazionale di Roatán-Juan Manuel Gálvez, Roatán
- MHRU Aeroporto civile, Ruinas de Copan
- MHSC Aeroporto civile, Nueva Ocotepeque
- MHSP Aeroporto civile, San Pedro Sula
- MHSR (Codice IATA = SDH) Aeroporto civile, Santa Rosa de Copán
- MHSZ Aeroporto civile, Santa Barbara
- MHTE (Codice IATA = TEA) Aeroporto civile, Tela
- MHTG (Codice IATA = TGU) Aeroporto Internazionale Toncontín, Tegucigalpa
- MHTJ Aeroporto civile, Trujillo Cap. Martinez
- MHUT (Codice IATA = UII) Aeroporto civile, Utila Island
- MHYR (Codice IATA = ORO) Aeroporto civile, Yoro

## MK - Giamaica
- MKBS (Codice IATA = OCJ) Aeroporto Boscobel, Ocho Rios
- MKJK Aeroporto civile, Kingston Acc/fic
- MKJP (Codice IATA = KIN) Aeroporto Internazionale Norman Manley, Kingston
- MKJS (Codice IATA = MBJ) Aeroporto Sangster, Montego Bay
- MKKJ (Codice IATA = POT) Aeroporto Ken Jones, Port Antonio
- MKNG (Codice IATA = NEG) Aeroporto civile, Negril
- MKTP (Codice IATA = KTP) Aeroporto Tinson Pen, Kingston

## MM - Messico
- MMAA (Codice IATA = ACA) Aeroporto General Juan N. Alvarez Airport INTERNATIONAL, Acapulco (GUERR)
- MMAN (Codice IATA = MTY) Aeroporto Internazionale del Norte, Monterrey
- MMAS (Codice IATA = AGU) Aeroporto civile, Aguascalientes (AGUAS)
- MMBT (Codice IATA = HUX) Aeroporto civile, Bahias Dehuatulco/Huatulco
- MMCA (Codice IATA = CNA) Aeroporto civile, Cananea
- MMCB (Codice IATA = CVJ) Aeroporto civile, Cuernavaca
- MMCC (Codice IATA = ACN) Aeroporto International, Ciudad Acuña
- MMCE (Codice IATA = CME) Aeroporto civile, Ciudad Del Carmen
- MMCG (Codice IATA = NCG) Aeroporto civile, Nueva Casas Grandes
- MMCH Aeroporto civile, Chilpancingo
- MMCL (Codice IATA = CUL) Aeroporto Sinaloa, Culiacán
- MMCM (Codice IATA = CTM) Aeroporto International, Chetumal
- MMCN (Codice IATA = CEN) Aeroporto civile, Ciudad Obregón
- MMCP (Codice IATA = CPE) Aeroporto Alberto Acuna Ongay, Campeche
- MMCS (Codice IATA = CJS) Aeroporto INTERNATION AL Abraham Gonzalez, Ciudad Juárez
- MMCU (Codice IATA = CUU) Aeroporto General Roberto Fierro Villalobos - Chihuahua, Chihuahua
- MMCV (Codice IATA = CVM) Aeroporto civile, Ciudad Victoria
- MMCY Aeroporto civile, Celaya
- MMCZ (Codice IATA = CZM) Aeroporto Internazionale di Cozumel
- MMDM (Codice IATA = MMC) Aeroporto civile, Ciudad Mante
- MMDO (Codice IATA = DGO) Aeroporto GEN GUADALUPE VICTORIA, Durango
- MMEP (Codice IATA = TPQ) Aeroporto civile, Tepic
- MMES (Codice IATA = ESE) Aeroporto civile, Ensenada El Cipres
- MMGL (Codice IATA = GDL) Aeroporto Internazionale di Guadalajara, Guadalajara
- MMGM (Codice IATA = GYM) Aeroporto General Jose Maria Yanez, Guaymas
- MMHC Aeroporto civile, Tehuacán
- MMHO (Codice IATA = HMO) Aeroporto General Ignacio Pesqueira GARCIA, Hermosillo
- MMIA (Codice IATA = CLQ) Aeroporto civile, Colima
- MMIM (Codice IATA = ISJ) Aeroporto civile, Isla Mujeres
- MMIO (Codice IATA = SLW) Aeroporto Plan de Guadelupe, Saltillo
- MMIT (Codice IATA = IZT) Aeroporto MILITARY AIRPORT, Iztepec
- MMJA (Codice IATA = JAL) Aeroporto civile, Jalapa
- MMLC (Codice IATA = LZC) Aeroporto NA, Lázaro Cárdenas del Río
- MMLM (Codice IATA = LMM) Aeroporto civile, Los Mochis
- MMLO (Codice IATA = BJX) Aeroporto DEL BAJIO, León/Guanajuato
- MMLP (Codice IATA = LAP) Aeroporto General Manuel M. de Leon, La Paz
- MMLT (Codice IATA = LTO) Aeroporto civile, Loreto
- MMMA (Codice IATA = MAM) Aeroporto Servando Canales, Heroica Matamoros
- MMMD (Codice IATA = MID) Aeroporto Internazionale di Mérida, Merida
- MMML (Codice IATA = MXL) Aeroporto General Rodolfo Sanchez Taboada, Mexicali
- MMMM (Codice IATA = MLM) Aeroporto MUNICIPAL, Morelia
- MMMT (Codice IATA = MTT) Aeroporto civile, Minatitlan
- MMMV (Codice IATA = LOV) Aeroporto civile, Monclova
- MMMX (Codice IATA = MEX) Aeroporto Internazionale di Città del Messico
- MMMY (Codice IATA = MTY) Aeroporto Internazionale General Mariano Escobedo, Monterrey
- MMMZ (Codice IATA = MZT) Aeroporto Internazionale di Mazatlán, Mazatlán
- MMNG (Codice IATA = NOG) Aeroporto International, Nogales (Sonora)
- MMNL (Codice IATA = NLD) Aeroporto Quetzalcoati, Nuevo Laredo
- MMNU Aeroporto civile, Nautla
- MMOX (Codice IATA = OAX) Aeroporto Xoxocotlan, Oaxaca
- MMPA (Codice IATA = PAZ) Aeroporto civile, Poza Rica
- MMPB (Codice IATA = PBC)Aeroporto Internazionale di Puebla
- MMPC Aeroporto civile, Pachuca
- MMPE Aeroporto civile, Punta Penasco
- MMPG (Codice IATA = PDS) Aeroporto International, Piedras Negras
- MMPN (Codice IATA = UPN) Aeroporto Gen Rayon, Uruapan
- MMPR (Codice IATA = PVR) Aeroporto Lic. Gustavo D. Ordaz, Puerto Vallarte
- MMPS (Codice IATA = PXM) Aeroporto civile, Puerto Escondido
- MMQT (Codice IATA = QRO) Aeroporto civile, Querétaro
- MMRX (Codice IATA = REX) Aeroporto General Lucio Blanco, Reynosa
- MMSD (Codice IATA = SJD) Aeroporto Internazionale di Los Cabos, San José del Cabo
- MMSF (Codice IATA = SFH) Aeroporto civile, San Felipe, Baja California
- MMSM (Codice IATA = NLU) Aeroporto civile, Santa Lucia
- MMSP (Codice IATA = SLP) Aeroporto civile, San Luis Potosí
- MMTA Aeroporto civile, Tlaxcala de Xicohténcatl
- MMTB Aeroporto civile, Tuxtla Gutiérrez
- MMTC (Codice IATA = TRC) Aeroporto INTERNATIONAL, Torreón
- MMTG (Codice IATA = TGZ) Aeroporto Air Base, Tuxla Gutierrez
- MMTJ Aeroporto civile, Tikapur
- MMTJ (Codice IATA = TIJ) Aeroporto di Tijuana, Tijuana
- MMTL Aeroporto civile, Tulancingo
- MMTM (Codice IATA = TAM) Aeroporto GENERAL F.J. MINA, Tampico
- MMTN (Codice IATA = TSL) Aeroporto civile, Tamuín
- MMTO Aeroporto Jose Maria, Toluca
- MMTP (Codice IATA = TAP) Aeroporto di Tapachula, Tapachula
- MMTQ Aeroporto civile, Tequesquitengo
- MMTX Aeroporto civile, Tuxpan
- MMUN (Codice IATA = CUN) Aeroporto Internazionale di Cancún
- MMVA (Codice IATA = VSA) Aeroporto C.P.A. Carlos Rovirosa, Villahermosa
- MMVR (Codice IATA = VER) Aeroporto General Heriberto Jara, Veracruz
- MMZC (Codice IATA = ZCL) Aeroporto General Leobardo Ruiz, Zacatecas
- MMZH (Codice IATA = ZIH) Aeroporto Internazionale di Ixtapa-Zihuatanejo, Ixtapa/Zihuatanejo
- MMZM (Codice IATA = ZMM) Aeroporto civile, Zamora
- MMZO (Codice IATA = ZLO) Aeroporto Playa de Oro INTERNATIONAL, Manzanillo
- MMZP Aeroporto Air Base, Zapopan

## MN - Nicaragua
- MNBL (Codice IATA = BEF) Aeroporto civile, Bluefields
- MNBR Aeroporto civile, Los Brasiles Carlos Ullada
- MNBZ (Codice IATA = BZA) Aeroporto civile, Bonanza
- MNCH Aeroporto German Pomarez, Chinandega
- MNCI (Codice IATA = RNI) Aeroporto civile, Corn Island
- MNJG Aeroporto civile, Jinotega
- MNJU Aeroporto civile, Juigalpa
- MNLN Aeroporto Fanor Urroz, León
- MNMG (Codice IATA = MGA) Aeroporto Augusto Cesar Sandino INTERNATIONAL, Managua
- MNPC (Codice IATA = PUZ) Aeroporto civile, Puerto Cabezas
- MNRS Aeroporto civile, Rivas
- MNSC (Codice IATA = NCR) Aeroporto San Juan, San Carlos
- MNSI (Codice IATA = SIU) Aeroporto civile, Siuna

## MP - Panama
- MPBO (Codice IATA = BOC) Aeroporto di Bocas Del Toro, Bocas Del Toro
- MPCE Aeroporto Alonso Valdderrama, Herrera
- MPCF Aeroporto Enrique A. Jimenez, Campo de Francia
- MPCH (Codice IATA = CHX) Aeroporto Captain Manuel Nino, Changuinola
- MPDA (Codice IATA = DAV) Aeroporto Aeropuerto Enrique Malek, David
- MPEJ Aeroporto Enrique a Jimenez, Colón
- MPFS Aeroporto civile, Ft Sherman Rocob
- MPHO Aeroporto Howard Air Force Base, Howard
- MPJE (Codice IATA = JQE) Aeroporto civile, Jaqué
- MPLB (Codice IATA = BLB) Aeroporto Albrook Air Force Base, Balboa
- MPLP (Codice IATA = PLP) Aeroporto civile, La Palma
- MPMG (Codice IATA = PAC) Aeroporto Marcos A. Gelabert, Panama City Paitilla
- MPNU Aeroporto AUGUSTO VERGARA, Provincia di Los Santos
- MPOA (Codice IATA = PUE) Aeroporto civile, Puerto Obaldía
- MPSA Aeroporto civile, Santiago
- MPTO (Codice IATA = PTY) Aeroporto Tocumen International, Panama
- MPVR (Codice IATA = PVE) Aeroporto civile, El Porvenir
- MPWN (Codice IATA = NBL) Aeroporto Wanukandi, Isole San Blas

## MR - Costa Rica
- MRAD Aeroporto civile, Aerodamas
- MRAJ Aeroporto civile, Aranjuez
- MRAM Aeroporto civile, Amubri
- MRAO Aeroporto civile, Aerotortuguero
- MRAR Aeroporto civile, Atirro
- MRAT Aeroporto civile, Altamira de San Carlos
- MRBA (Codice IATA = BAI) Aeroporto civile, Buenos Aires
- MRBB Aeroporto civile, Babilonia
- MRBC (Codice IATA = BCL) Aeroporto civile, Barra Del Colorado
- MRBM Aeroporto civile, Bremen
- MRBN Aeroporto civile, Bataan
- MRBO Aeroporto civile, Boca Naranjo
- MRBP Aeroporto civile, Barra de Parismina
- MRBT Aeroporto civile, Barra de Tortuguero
- MRCA (Codice IATA = CSC) Aeroporto Codela, Canas
- MRCC (Codice IATA = OTR) Aeroporto civile, Coto 47
- MRCD Aeroporto civile, Caledonia
- MRCE Aeroporto civile, Carate
- MRCH Aeroporto civile, Chacarita
- MRCI Aeroporto civile, Ciruelas
- MRCR (Codice IATA = RIK) Aeroporto civile, Carrillo
- MRCV Aeroporto civile, Cabo Velas
- MRCZ Aeroporto civile, Carrizal
- MRDD Aeroporto civile, Don Diego
- MRDK Aeroporto civile, Baia Drake
- MRDM Aeroporto civile, Dos Marias
- MRDO Aeroporto civile, Diecicho/Dieciocho
- MREA Aeroporto civile, Estero Azul
- MREC Aeroporto civile, El Carmen
- MRED Aeroporto civile, El Descanso de Poco Sol
- MREO Aeroporto civile, El Ceibo
- MRER Aeroporto civile, El Ron Ron
- MRET Aeroporto civile, Esterillos
- MRFD Aeroporto civile, Finca Delicias
- MRFI Aeroporto civile, Finca 10
- MRFL (Codice IATA = FMG) Aeroporto civile, Flamingo/Flamengo
- MRFP Aeroporto civile, Finca La Promesa
- MRFS Aeroporto civile, Finca 63
- MRGA Aeroporto civile, Garza
- MRGF (Codice IATA = GLF) Aeroporto civile, Golfito
- MRGP (Codice IATA = GPL) Aeroporto Potreru Grande, Guápiles
- MRGT Aeroporto civile, Guatuso
- MRGU Aeroporto civile, Guanacaste
- MRHG Aeroporto civile, Hacienda Rancho Grande
- MRHH Aeroporto civile, Hacienda Homuha
- MRHJ Aeroporto Harbor Land, Hacienda Jao
- MRHO Aeroporto civile, Hacienda Rio Cuarto
- MRHP Aeroporto civile, Hacienda Platanar
- MRHS Aeroporto civile, Nacienda La Suerte
- MRIA Aeroporto civile, Islita
- MRIP Aeroporto civile, Imperio
- MRIS Aeroporto civile, Las Islas
- MRLA Aeroporto civile, La Zampona
- MRLB (Codice IATA = LIR) Aeroporto Tomas Guardia, Liberia
- MRLC (Codice IATA = LSL) Aeroporto civile, Los Chiles
- MRLE Aeroporto civile, Laurel
- MRLF Aeroporto civile, La Flor
- MRLG Aeroporto civile, La Garroba
- MRLI Aeroporto civile, La Ligia
- MRLL Aeroporto civile, Las Lomas
- MRLM (Codice IATA = LIO) Aeroporto International, Limón (Costa Rica)
- MRLN Aeroporto civile, La Guinea
- MRLP (Codice IATA = LSP) Aeroporto civile, Las Piedras
- MRLR Aeroporto civile, La Roca
- MRLS Aeroporto civile, La Victoria de Sarapiqui Hel
- MRLT Aeroporto civile, Las Trancas
- MRLU Aeroporto civile, La Marica
- MRLV Aeroporto civile, La Cueva
- MRLY Aeroporto civile, La Yolanda
- MRLZ Aeroporto civile, La Zopilota
- MRMA Aeroporto civile, Monte Alto
- MRMC Aeroporto civile, Murcielago
- MRMJ Aeroporto civile, Mojica
- MRML Aeroporto Los Sitios, Montélimar
- MRMR Aeroporto Estacion Biologica, Marengo
- MRNC (Codice IATA = NCT) Aeroporto civile, Nicoya Guanacaste
- MRNJ Aeroporto civile, Naranjo-Seveers
- MRNS (Codice IATA = NOB) Aeroporto civile, Nosara Beach
- MROC (Codice IATA = SJO) Aeroporto Juan Santamaria International, San José/Alajuela
- MRPA Aeroporto Punta Burica, Punta Burica
- MRPB Aeroporto civile, Playa Blanca
- MRPC Aeroporto civile, Paso Canoas
- MRPD Aeroporto civile, Pandora
- MRPE Aeroporto civile, Palo Verde
- MRPH Aeroporto civile, Puerto Humo
- MRPI Aeroporto Piro, Paissa
- MRPJ (Codice IATA = PJM) Aeroporto civile, Puerto Jiménez
- MRPL Aeroporto civile, Portalon
- MRPM (Codice IATA = PMZ) Aeroporto civile, Palmar Sur
- MRPN Aeroporto civile, Pelon Nuevo
- MRPO Aeroporto civile, Punta Banco
- MRPP (Codice IATA = UPL) Aeroporto civile, Upala
- MRPQ Aeroporto civile, Quepos
- MRPR Aeroporto civile, Parrita
- MRPS Aeroporto Penas Blancas, Paissa
- MRPT Aeroporto civile, Agropecuaria Playa Calentas
- MRPV Aeroporto Tobías Bolaños International, Pavas
- MRQA Aeroporto civile, Quebrada Azul
- MRQP (Codice IATA = XQP) Aeroporto La Managua, Quepos
- MRRF (Codice IATA = RFR) Aeroporto civile, Rio Frio O Progreso
- MRRM Aeroporto civile, Rancho Del Mar
- MRRN Aeroporto civile, Rancho Nuevo
- MRRX Aeroporto civile, Roxana Farms
- MRSA Aeroporto civile, San Alberto
- MRSB Aeroporto civile, San Cristóbal
- MRSC Aeroporto civile, Santa Cruz
- MRSF Aeroporto civile, Santa Fe
- MRSG Aeroporto civile, Santa Clara-Guapiles
- MRSH Aeroporto civile, Shiroles
- MRSI Aeroporto civile, San Isidoro El General
- MRSJ Aeroporto civile, San José Ciudad
- MRSL Aeroporto civile, Salama
- MRSM Aeroporto civile, Santa María
- MRSN Aeroporto civile, Sirena
- MRSO Aeroporto civile, Santa Maria de Guacimo
- MRSP Aeroporto civile, San Pedro
- MRSQ Aeroporto civile, Sarapiquí
- MRSR Aeroporto civile, Samara
- MRSS Aeroporto civile, San Joaquin de Abangar
- MRST Aeroporto civile, San Agustin
- MRSV Aeroporto civile, San Vito de Jaba
- MRSX Aeroporto civile, Sixaola
- MRTA (Codice IATA = TNO) Aeroporto civile, Tamarindo de Bagaces
- MRTB Aeroporto civile, Ticaban
- MRTG Aeroporto civile, Taboga
- MRTL Aeroporto civile, Talolinga
- MRTM Aeroporto civile, Tamarindo de Sta. Cruz
- MRTR Aeroporto civile, Tambor
- MRUP Aeroporto civile, Upala
- MRZP Aeroporto civile, Zapotal de Guanacaste

## MS - El Salvador
- MSAC Aeroporto civile, Sonsonate-Acajutla
- MSLP (Codice IATA = ESR) Aeroporto San Salvador Internacional, El Salvador/Comalapa
- MSSA Aeroporto El Palmar, Santa Ana
- MSSM Aeroporto El Papalon, San Miguel
- MSSS (Codice IATA = SAL) Aeroporto Internazionale di Ilopango, San Salvador

## MT - Haiti
- MTCA (Codice IATA = CYA) Aeroporto civile, Les Cayes
- MTCH (Codice IATA = CAP) Aeroporto civile, Cap-Haïtien
- MTJA (Codice IATA = JAK) Aeroporto civile, Jacmel
- MTJE (Codice IATA = JEE) Aeroporto civile, Jérémie
- MTPP (Codice IATA = PAP) Aeroporto Internazionale Toussaint Louverture, Port-au-Prince
- MTPX (Codice IATA = PAX) Aeroporto civile, Port-de-Paix

## MU - Cuba
- MUAG Aeroporto civile, Central Agramonte
- MUAN Aeroporto civile, Marcane
- MUAR Aeroporto civile, Artemisa
- MUAT Aeroporto civile, Antilla
- MUBA (Codice IATA = BCA) Aeroporto Oriente, Baracoa
- MUBE Aeroporto civile, El Caribe
- MUBI Aeroporto civile, Cayo-Mambi
- MUBN Aeroporto civile, Banao
- MUBO Aeroporto civile, Batabanó
- MUBR Aeroporto civile, Las Brujas
- MUBY (Codice IATA = BYM) Aeroporto civile, Bayamo
- MUCA (Codice IATA = AVI) Aeroporto civile, Ciego de Ávila
- MUCB Aeroporto civile, Caibarien
- MUCC Aeroporto civile, Cunangua
- MUCD Aeroporto civile, Ciego de Avila Sur
- MUCF (Codice IATA = CFG) Aeroporto civile, Cienfuegos, Las Villas
- MUCK Aeroporto civile, Cayo Caguama
- MUCL (Codice IATA = CCC) Aeroporto civile, Cayo Coco/Cayo Largo Del Sur
- MUCM (Codice IATA = CMW) Aeroporto IGNACIO AGROMONTE INTERNACIONAL, Camagüey
- MUCO (Codice IATA = ONX) Aeroporto civile, Colón
- MUCS Aeroporto civile, Central Noel Fernand
- MUCU (Codice IATA = SCU) Aeroporto ANTONIO MACEO, Santiago di Cuba
- MUCV Aeroporto civile, Las Clavellinas
- MUCY Aeroporto civile, Cayajabo
- MUFC Aeroporto civile, Central A. Rodriguez
- MUFL Aeroporto civile, Florida
- MUGM Aeroporto civile, Guantanamo Naval Air Station
- MUGN Aeroporto civile, Giron
- MUGT (Codice IATA = GAO) Aeroporto Los Canos, Guantanamo
- MUHA (Codice IATA = HAV) Aeroporto internazionale José Martí, L'Avana
- MUHG (Codice IATA = HOG) Aeroporto Civ/Mil, Holguín
- MUIS Aeroporto civile, Isabela
- MUIV Aeroporto civile, Nuevitas
- MUJA Aeroporto civile, Majana
- MUKW Aeroporto civile, Varadero
- MULB Aeroporto civile, L'Avana
- MULD Aeroporto civile, La Demajagua
- MULH Aeroporto civile, L'Avana
- MULI Aeroporto civile, Libertad
- MULL Aeroporto civile, La Lora
- MULM (Codice IATA = LCL) Aeroporto civile, La Coloma
- MUMA (Codice IATA = UMA) Aeroporto civile, Punta de Maisi
- MUMG Aeroporto Managua Air Base, Managua
- MUMH Aeroporto civile, Matahambre
- MUMI Aeroporto civile, Imías
- MUMJ (Codice IATA = MJG) Aeroporto civile, Mayajigua
- MUML Aeroporto civile, Mariel Air Base
- MUMO (Codice IATA = MOA) Aeroporto militare, Moa
- MUMP Aeroporto civile, Manuel Pereira
- MUMT Aeroporto civile, Matanzas
- MUMZ (Codice IATA = MZO) Aeroporto civile, Manzanillo
- MUNA Aeroporto civile, La Cubana
- MUNB Aeroporto civile, San Nicolas de Bari
- MUNC (Codice IATA = ICR) Aeroporto civile, Nicaro
- MUNG (Codice IATA = GER) Aeroporto civile, Nueva Gerona
- MUNU Aeroporto civile, Central Brasil
- MUNV Aeroporto civile, Nuevitas
- MUOC Aeroporto civile, Cayo Coco
- MUPA (Codice IATA = UPA) Aeroporto civile, Punta Alegre
- MUPB Aeroporto civile, Baracoa Playa Habana Airport/Air Base
- MUPL Aeroporto civile, Pilón
- MUPM Aeroporto civile, Pinar Del Rio Airport/Air Base]
- MUPO Aeroporto civile, Potosi
- MUPP Aeroporto civile, Puerto Padre
- MUPR Aeroporto civile, Pinar Del Rio Norte
- MUPS Aeroporto civile, Central Guatemala
- MUPT Aeroporto civile, Patria
- MURA Aeroporto civile, La Aurora
- MURO Aeroporto civile, Paquito Rosales
- MUSA Aeroporto Air Base, San Antonio de Los Banos
- MUSC (Codice IATA = SNU) Aeroporto Santa Clara Airport/Air Base, Santa Clara
- MUSE Aeroporto civile, San Andres
- MUSF Aeroporto civile, Havana-Santa Fe
- MUSG Aeroporto civile, Sagua La Grande
- MUSJ (Codice IATA = SNJ) Aeroporto civile, San Julian
- MUSL Aeroporto civile, Santa Lucia
- MUSN Aeroporto Isla de la Juventud, Siguanea
- MUSO Aeroporto civile, Sabalo
- MUSR Aeroporto civile, Simon Reyes
- MUSS (Codice IATA = USS) Aeroporto civile, Sancti Spiritus
- MUTA Aeroporto civile, Itabo
- MUTD (Codice IATA = TND) Aeroporto civile, Trinidad
- MUTI Aeroporto civile, Manatí
- MUVA Aeroporto civile, Centro Primero Enero
- MUVL Aeroporto civile, Vilorio
- MUVP Aeroporto civile, Vicente Perez
- MUVR (Codice IATA = VRA) Aeroporto Juan Gualberto Gómez, Varadero
- MUVT (Codice IATA = VTU) Aeroporto civile, Las Tunas
- MUZG Aeroporto civile, Zaragoza

## MW - Isole Cayman
- MWCB (Codice IATA = CYB) Aeroporto Gerrard Smith, Cayman Brac Island
- MWCG (Codice IATA = GCM) Aeroporto civile, Grand Cayman
- MWCL (Codice IATA = LYB) Aeroporto Boddenefield, Little Cayman
- MWCR (Codice IATA = GCM) Aeroporto Owen Robers International, Grand Cayman/George Town

## MY - Bahamas
- MYAB Aeroporto civile, Clarence Bain - Andoros Island
- MYAF (Codice IATA = ASD) Aeroporto International, Andros Town - Cat Island
- MYAG Aeroporto civile, Gorda Cay - Abaco Island
- MYAK (Codice IATA = COX) Aeroporto civile, Congo Town - Andoros Island
- MYAM (Codice IATA = MHH) Aeroporto civile, Marsh Harbour - Abaco Island
- MYAN (Codice IATA = SAQ) Aeroporto Nichols Town, San Andros - Andoros Island
- MYAO Aeroporto civile, Morres Island - Abaco Island
- MYAP (Codice IATA = AXP) Aeroporto Municipal, Spring Point - Acklins Island
- MYAS Aeroporto civile, Sandy Point - Abaco Island
- MYAT (Codice IATA = TCB) Aeroporto civile, Treasure Island - Abaco Island
- MYAW (Codice IATA = WKR) Aeroporto civile, Walkers Cay - Abaco Island
- MYBC (Codice IATA = CCZ) Aeroporto civile, Chub Cay
- MYBG Aeroporto civile, Bullocks Harbour - Berry Island
- MYBO Aeroporto civile, Ocean Cay - Bimini Island
- MYBS Aeroporto civile, Alice Town - Bimini Island
- MYBT Aeroporto civile, Cistern Cay - Berry Island
- MYBW Aeroporto civile, Big Whale Cay - Berry Island
- MYBX Aeroporto civile, Little Whale Cay - Berry Island
- MYCA (Codice IATA = ATC) Aeroporto civile, Arthur's Town - Cat Island
- MYCB Aeroporto civile, New Bight - Cat Island
- MYCH Aeroporto civile, Hawk's Nest Creek - Cat Island
- MYCI Aeroporto civile, Colonel Hill - Crooked Island
- MYCP Aeroporto civile, Pittsdown - Crooked Island
- MYCS Aeroporto civile, Cay Sal
- MYCX Aeroporto civile, Cutlass Bay - Cat Island
- MYEC (Codice IATA = CEL) Aeroporto civile, Cape Eleuthera
- MYEF Aeroporto civile, Great Exuma - Exuma Island
- MYEG (Codice IATA = GGT) Aeroporto EXUMA INTERNATIONAL, George Town - Exuma Island
- MYEH (Codice IATA = ELH) Aeroporto civile, North Eleuthera - Eleuthera Island
- MYEL Aeroporto civile, Lee Stocking - Exuma Island
- MYEM (Codice IATA = GHB) Aeroporto civile, Governors Harbour
- MYEN (Codice IATA = NMC) Aeroporto civile, Norman's Cay - Exuma Island
- MYER (Codice IATA = RSD) Aeroporto civile, Rock Sound - Eleuthera Island
- MYES Aeroporto civile, Staniel Cay - Great Exuma Island
- MYEY Aeroporto civile, Hog Cay - Exuma Island
- MYGD Aeroporto civile, Deep Water Cay - Grand Bahama Island
- MYGF (Codice IATA = FPO) Aeroporto di Freeport, Freeport, Isola di Grand Bahama
- MYGM Aeroporto Air Base, Grand Bahama Island
- MYGW (Codice IATA = WTD) Aeroporto civile, West End - Grand Bahama Island
- MYIG Aeroporto civile, Matthew Town - Great Inagua Isld.
- MYLD (Codice IATA = LGI) Aeroporto civile, Deadmans Cay/Long Island
- MYLR Aeroporto civile, Diamond Roads - Long Island
- MYLS (Codice IATA = SML) Aeroporto civile, Stella Maris - Long Island
- MYMM (Codice IATA = MYG) Aeroporto Air Base, Mayaguana
- MYNN (Codice IATA = NAS) Aeroporto Internazionale Lynden Pindling, Nassau
- MYRD (Codice IATA = DCT) Aeroporto civile, Duncan Town - Ragged Island
- MYRP Aeroporto civile, Port Nelson - Cay Island
- MYSM Aeroporto San Salvador, Cockburn Town - San Salvador Island

## MZ - Belize
- MZBZ (Codice IATA = BZE) Aeroporto Internazionale Philip S. W. Goldson, Belize